# Championnat de Belgique masculin de handball 2008-2009
Navigation
Division d'Honneur 2007-2008 Division 1 2009-2010
La saison 2008-2009 du championnat de Belgique de handball fut la 51e édition de la plus haute division belge de handball. La première phase du championnat la phase classique, est suivie des Play-offs et des Play-downs.       
Cette édition fut remportée par le United HC Tongeren, champion pour la troisième fois qui met fin à l’hégémonie du KV Sasja HC Hoboken qui l'avait remporté trois fois de suite.
Un titre au détriment du Initia HC Hasselt qui occupe la place de dauphin, l'Achilles Bocholt suit à la troisième place tandis que le tenant du titre, le KV Sasja HC Hoboken, termine à la dernière et quatrième place des Play-offs, ce sont ces quatre clubs qui auront l'honneur de représenter la Belgique en BeNe liga la saison suivante.
Enfin, le HC Visé BM étant relégué et le HCA Lommel, ayant disparu dans la fusion qui donna le Sporting Neerpelt-Lommel, deux clubs sont promus et joueront dans l'élite la saison suivante, le KTSV Eupen 1889 et le HKW Waasmunster.

## Participants
En gras, les clubs engagés en BeNe Liga
| Club                | Classement 2007-2008 | Localisation            | Entraîneur                       | Salle                       | Capacité |
| ------------------- | -------------------- | ----------------------- | -------------------------------- | --------------------------- | -------- |
| KV Sasja HC Hoboken | 1er                  | Anvers                  | Alex Jacobs                      | Sportcomplex Sorghvliedt    | 950      |
| United HC Tongeren  | 2e                   | Tongres                 | Jos Schouterden                  | Eburons Dôme Tongeren       | 1 000    |
| Sporting Neerpelt   | 3e                   | Neerpelt                | Predrag Dosen                    | Sportcentrum Dommelhof      | 1 600    |
| Initia HC Hasselt   | 4e                   | Hasselt                 | Luc Boiten                       | Sporthal Alverberg          | 1 730    |
| HC Atomix           | 5e                   | Haacht/Keerbergen/Putte |                                  | Sporthal Den Dijk           | 600      |
| Achilles Bocholt    | 6e                   | Bocholt                 | Gabrie Rietbroek                 | Sportcomplex De Damburg     | 1 539    |
| HC Eynatten-Raeren¹ | 7e                   | Raeren                  | Zbigniew Krzyskow Olivier Leleux | Sporthalle Eynatten         | 700      |
| ROC Flémalle        | 8e                   | Flémalle                | Thierry Herbillon                | Hall omnisports André Cools | 500      |
| HC Visé BM          | 9e                   | Visé                    |                                  | Hall Omnisports de Visé     | 600      |
| HCA Lommel          | ? (D2)               | Lommel                  | Szymon Dobrzynski                | ?                           | ?        |

¹ Le HC Eynatten, matricule 156, fusionne avec le HC Raeren 76, matricule 195, et devient le HC Eynatten-Raeren.

### Localisation
| \| HCA Lommel United HC Tongeren Achilles Bocholt Initia HC Hasselt HC Visé BM KV Sasja HC Eynatten Sporting Neerpelt HC Atomix ROC Flémalle \| Localisation des clubs engagés dans le championnat |
| HCA Lommel United HC Tongeren Achilles Bocholt Initia HC Hasselt HC Visé BM KV Sasja HC Eynatten Sporting Neerpelt HC Atomix ROC Flémalle                                                          |

Nombre d'équipes par Province
| # | Province                    | Nombre | Équipe(s)                                                                              |
| - | --------------------------- | ------ | -------------------------------------------------------------------------------------- |
| 1 | Province de Limbourg        | 5      | Initia HC Hasselt, United HC Tongeren, Achilles Bocholt, Sporting Neerpelt, HCA Lommel |
| 2 | Province de Liège           | 3      | ROC Flémalle, HC Eynatten-Raeren, HC Visé BM                                           |
| 3 | Province d'Anvers           | 1      | KV Sasja HC Hoboken                                                                    |
| 4 | Province du Brabant flamand | 1      | HC Atomix                                                                              |

## Compétition

### Organisation du championnat
La saison régulière est disputée par 10 équipes jouant chacune l'une contre l'autre à deux reprises selon le principe des phases aller et retour. Une victoire rapporte 2 points, une égalité, 1 point et, donc une défaite 0 point.
Après la saison régulière, les 6 équipes les mieux classées s'engagent dans les play-offs. Une phase composée de deux groupes de trois équipes qui constitue en un mini championnat, où les participants des groupes sont tirés au sort, dans le pot 1, se retrouvent le premier et le deuxième de la phase régulière, elles débuteront avec 3 points, dans le pot 2, se retrouvent le troisième et le quatrième de la phase régulière et dans le dernier et pot 3, se retrouvent le cinquième et le sixième de la phase régulière.
Lors de ces play-offs, les premiers des deux groupes sont qualifiés pour la finale, une finale aller-retour, pour déterminer qui occupera la troisième place à la sixième, les deuxièmes des groupes affrontent les troisièmes du groupe opposé.
Ce sont quatre équipes qui s'affrontent pour le titre de champion mais aussi pour se qualifier en Coupe d'Europe la saison suivante.
Pour ce qui est des 4 dernières équipes de la phase régulière, elles s'engagent quant à elles dans les play-downs. Il s'agit là aussi d'un mini championnat en phase aller-retour mais pour laquelle, le premier de c'est play-downs commence avec 4 points, le second, 3, le troisième, 2 et le quatrième avec 1 points.
Ces quatre équipes s'affrontent dans le but de ne pas pouvoir finir à la dernière place synonyme de relégation en division 2.

### Saison régulière

#### Classement
|    | Équipe                  | Pts | J  | G  | N | P  | Bp  | Bc  | Diff |
| -- | ----------------------- | --- | -- | -- | - | -- | --- | --- | ---- |
| 1  | Achilles Bocholt        | 29  | 18 | 14 | 1 | 3  | 526 | 436 | 90   |
| 2  | United HC Tongeren (C)  | 29  | 18 | 13 | 3 | 2  | 533 | 444 | 89   |
| 3  | KV Sasja HC Hoboken (T) | 26  | 18 | 12 | 2 | 4  | 556 | 484 | 72   |
| 4  | Initia HC Hasselt       | 21  | 18 | 10 | 1 | 7  | 516 | 479 | 37   |
| 5  | Sporting Neerpelt       | 17  | 18 | 8  | 1 | 9  | 502 | 523 | -21  |
| 6  | HCA Lommel              | 16  | 18 | 7  | 2 | 9  | 479 | 510 | -31  |
| 7  | ROC Flémalle            | 13  | 18 | 6  | 1 | 11 | 451 | 508 | -57  |
| 8  | HC Eynatten-Raeren      | 11  | 18 | 5  | 1 | 12 | 459 | 504 | -45  |
| 9  | HC Atomix               | 9   | 18 | 3  | 3 | 12 | 528 | 585 | -57  |
| 10 | HC Visé BM              | 9   | 18 | 3  | 3 | 12 | 450 | 527 | -77  |

|                 | Qualification pour les Play-Offs A |
|                 | Qualification pour les Play-Offs B |
|                 | Play-downs                         |
| (T)             | Tenant du titre                    |
| en augmentation | Promu de 2008                      |
| (C)             | Vainqueur de la Coupe de Belgique  |

#### Matchs
| Résultats (dom.\ext.)                                      | UTO   | IHA   | ABO   | SNE   | KVS   | LOM   | ROC   | HCA   | HCV   | HCER  |
| United HC Tongeren                                         |       | 32-25 | 24-29 | 34-22 | 27-23 | 33-19 | 31-21 | 37-37 | 26-25 | 25-19 |
| Initia HC Hasselt                                          | 26-27 |       | 36-30 | 26-27 | 27-29 | 27-18 | 34-21 | 31-34 | 22-22 | 21-26 |
| Achilles Bocholt                                           | 28-28 | 22-21 |       | 29-25 | 26-22 | 29-28 | 31-22 | 35-23 | 34-31 | 34-16 |
| Sporting Neerpelt                                          | 25-25 | 29-33 | 26-23 |       | 27-34 | 27-31 | 32-28 | 37-34 | 34-25 | 28-25 |
| KV Sasja HC Hoboken                                        | 28-26 | 34-35 | 24-38 | 34-27 |       | 27-32 | 32-21 | 32-32 | 37-12 | 27-27 |
| HCA Lommel                                                 | 16-21 | 31-29 | 25-32 | 23-26 | 32-33 |       | 25-26 | 27-25 | 30-30 | 33-24 |
| ROC Flémalle                                               | 23-33 | 24-26 | 27-26 | 28-23 | 27-29 | 25-28 |       | 34-31 | 24-24 | 21-26 |
| HC Atomix                                                  | 28-36 | 26-32 | 27-30 | 27-35 | 28-42 | 33-33 | 26-24 |       | 28-30 | 35-26 |
| HC Visé BM                                                 | 26-34 | 24-29 | 17-22 | 31-29 | 27-29 | 25-29 | 27-29 | 30-29 |       | 25-28 |
| HC Eynatten-Raeren                                         | 24-34 | 27-31 | 24-28 | 29-22 | 23-30 | 28-29 | 24-26 | 34-25 | 33-25 |       |
| - Victoire à domicile - Match nul - Victoire à l'extérieur |       |       |       |       |       |       |       |       |       |       |

### Play-offs

#### Composition des chapeaux
Les équipes sont réparties dans les deux groupes à la suite d'un tirage au sort et non en fonction du classement.
| Chapeau 1          | Chapeau 2           | Chapeau 3         |
| ------------------ | ------------------- | ----------------- |
| Achilles Bocholt   | KV Sasja HC Hoboken | Sporting Neerpelt |
| United HC Tongeren | Initia HC Hasselt   | HCA Lommel        |

#### Groupe A
|   | Équipe              | Pts | J | G | N | P | Bp  | Bc  | Diff |  | Résultats (dom.\ext.) | UTO   | SAS   | NEE   |
| - | ------------------- | --- | - | - | - | - | --- | --- | ---- |  | --------------------- | ----- | ----- | ----- |
| 1 | United HC Tongeren  | 9   | 4 | 3 | 0 | 1 | 131 | 125 | 6    |  | United HC Tongeren    |       | 33-34 | 31-34 |
| 2 | KV Sasja HC Hoboken | 5   | 4 | 1 | 1 | 2 | 128 | 136 | -8   |  | KV Sasja HC Hoboken   | 32-33 |       | 38-30 |
| 3 | Sporting Neerpelt   | 4   | 4 | 1 | 1 | 2 | 129 | 127 | 2    |  | Sporting Neerpelt     | 31-28 | 32-32 |       |

#### Groupe B
|   | Équipe            | Pts | J | G | N | P | Bp  | Bc  | Diff |  | Résultats (dom.\ext.) | IHA   | ABO   | LOM   |
| - | ----------------- | --- | - | - | - | - | --- | --- | ---- |  | --------------------- | ----- | ----- | ----- |
| 1 | Initia HC Hasselt | 9   | 4 | 3 | 1 | 0 | 114 | 98  | 16   |  | Initia HC Hasselt     |       | 27-30 | 25-25 |
| 2 | Achilles Bocholt  | 7   | 4 | 2 | 0 | 2 | 108 | 106 | 2    |  | Achilles Bocholt      | 24-20 |       | 27-31 |
| 3 | HCA Lommel        | 2   | 4 | 0 | 1 | 3 | 103 | 121 | -18  |  | HCA Lommel            | 35-26 | 30-25 |       |

#### Match pour la cinquième place
|  | Sporting Neerpelt | 35-28 | HCA Lommel | Sportcentrum Dommelhof, Neerpelt |

#### Match pour la troisième place
|  | Achilles Bocholt | 29-26 | KV Sasja HC Hoboken | Sportcomplex De Damburg, Bocholt |

#### Finale
|  | Initia HC Hasselt | 24-25 | United HC Tongeren | Sporthal Alverberg, Hasselt |

|  | United HC Tongeren | 34-30 | Initia HC Hasselt | Eburons Dôme, Tongres |

- United HC Tongeren 2-0 Initia HC Hasselt

### Play-downs

#### Classement
|   | Équipe             | Pts | J | G | N | P | Bp  | Bc  | Diff |
| - | ------------------ | --- | - | - | - | - | --- | --- | ---- |
| 1 | ROC Flémalle       | 11  | 6 | 3 | 1 | 2 | 179 | 183 | -4   |
| 2 | HC Atomix          | 9   | 6 | 4 | 0 | 2 | 196 | 176 | 20   |
| 3 | HC Eynatten-Raeren | 7   | 6 | 2 | 0 | 4 | 171 | 176 | -5   |
| 4 | HC Visé BM         | 7   | 6 | 2 | 1 | 3 | 174 | 185 | -11  |

|  | Relégation en Division 2 |

#### Matchs
| Résultats (dom.\ext.)                                      | ROC   | HCA   | HCV   | HCE   |
| ROC Flémalle                                               |       | 29-27 | 31-31 | 32-24 |
| HC Atomix                                                  | 35-36 |       | 34-26 | 31-24 |
| HC Visé BM                                                 | 30-23 | 33-38 |       | 28-23 |
| HC Eynatten                                                | 36-28 | 28-31 | 36-26 |       |
| - Victoire à domicile - Match nul - Victoire à l'extérieur |       |       |       |       |

### Champion
| Champion de Belgique de handball 2008-2009 United Handbal Club Tongeren 3e titre |

## Bilan

### Classement final
| Rang | Équipe                  |
| ---- | ----------------------- |
| 1er  | United HC Tongeren (C)  |
| 2e   | Initia HC Hasselt       |
| 3e   | Achilles Bocholt        |
| 4e   | KV Sasja HC Hoboken (T) |
| 5e   | Sporting Neerpelt       |
| 6e   | HCA Lommel              |
| 7e   | ROC Flémalle            |
| 8e   | HC Atomix               |
| 9e   | HC Eynatten-Raeren      |
| 10e  | HC Visé BM              |

|                 | Champion de Belgique et qualifiés pour la Coupe des coupes |
|                 | Relégués en division 2                                     |
| En              | gras Qualifiés pour la BeNe Liga 2009-2010                 |
| (T)             | Tenant du titre                                            |
| (C)             | Vainqueur de la Coupe de Belgique                          |
| en augmentation | Promu de début de saison en Division 1                     |

### Parcours en coupes d'Europe
Le parcours des clubs belges en coupes d'Europe est important puisqu'il détermine le coefficient EHF, et donc le nombre de clubs espagnoles présents en coupes d'Europe les années suivantes.
| Club                | Compétition         | Tour d'entrée     | Résultat                     | Dernier adversaire    |
| KV Sasja HC Hoboken | Ligue des champions | Tour préliminaire | éliminé au Tour préliminaire | Steaua Bucarest       |
| KV Sasja HC Hoboken | Coupe EHF           | 2e tour           | éliminé au 2e tour           | Maccabi Rishon LeZion |
| United HC Tongeren  | Coupe des coupes    | 1er tour          | éliminé au 1er tour          | HC Sutjeska Niksic    |

### Bilan de la saison
| Tableau d'honneur de la saison 2008-2009 |                                 |                  |
| Compétition                              | Vainqueur                       | Commentaire      |
| Championnat de Belgique                  | United HC Tongeren              | 3e titre         |
| Coupe de Belgique                        | United HC Tongeren              | 4e victoire      |
| Qualifications européennes               |                                 |                  |
| Compétition                              | Qualifiés                       | Qualifiés        |
| Coupe des coupes                         | United HC Tongeren              | Premier tour     |
| Promotions et relégations                |                                 |                  |
| Promu en Division 1 (D1)                 | HKW Waasmunster KTSV Eupen 1889 | 1er (D2) 2e (D2) |
| Relégation en Division 2 (D2)            | HC Visé BM                      | 10e              |